# Хендерсън (окръг, Илинойс)
Окръг Хендерсън (на английски: Henderson County) е окръг в щата Илинойс, Съединени американски щати. Площта му е 1023 km², а населението - 8213 души (2000). Административен център е село Окуока.